# Raveniola montana
Espèce
Raveniola montana est une espèce d'araignées mygalomorphes de la famille des Nemesiidae.

## Distribution
Cette espèce est endémique de Chine. Elle se rencontre au Yunnan vers Shangri-La et au Sichuan dans le xian de Baoxing.

## Description
Le mâle holotype mesure 15,50 mm et la femelle paratype 12,90 mm.

## Étymologie
Son nom d'espèce lui a été donné en référence au lieu de sa découverte, la montagne.

## Publication originale
- Zonstein & Marusik, 2012 : A review of the genus Raveniola (Araneae, Nemesiidae) in China, with notes on allied genera and description of four new species from Yunnan. ZooKeys, no 211, p. 71-99 (texte intégral).